# 2,2,4,4-Tetramethyl-1,3-cyclobutandiol
2,2,4,4-Tetramethylcyclobutan-1,3-diol ist eine chemische Verbindung aus der Gruppe der Diole. Sie kommt in zwei isomeren Formen vor, der cis-Form und der trans-Form.

## Gewinnung und Darstellung
2,2,4,4-Tetramethylcyclobutan-1,3-diol kann durch Umsetzung von Isobuttersäurechlorid mit Triethylamin gefolgt von der Hydrierung des erhaltenen 2,2,4,4-Tetramethylcyclobutan-1,3-dions gewonnen werden.

## Eigenschaften
2,2,4,4-Tetramethylcyclobutan-1,3-diol ist ein weißer Feststoff. Der C4-Ring des cis-Isomers der Verbindung ist nicht planar. Für einfache nicht-planare Cyclobutane liegen die Öffnungswinkel zwischen 19 und 31°. Das cis-Isomer von 2,2,4,4-Tetramethylcyclobutan-1,3-diol kristallisiert als zwei Konformere mit einem durchschnittlichen Öffnungswinkel von 17,5° aus. Das trans-Isomer hat jedoch einen Öffnungswinkel von 0°.

## Verwendung
2,2,4,4-Tetramethylcyclobutan-1,3-diol wird als Zwischenprodukt zur Herstellung von Polymeren verwendet, z. B. von Tritan. Dabei kann es Bisphenol A ersetzen.